# Naturschutzgebiet Schengerholzbachtal
Koordinaten: 51° 24′ 12″ N, 6° 50′ 26″ O

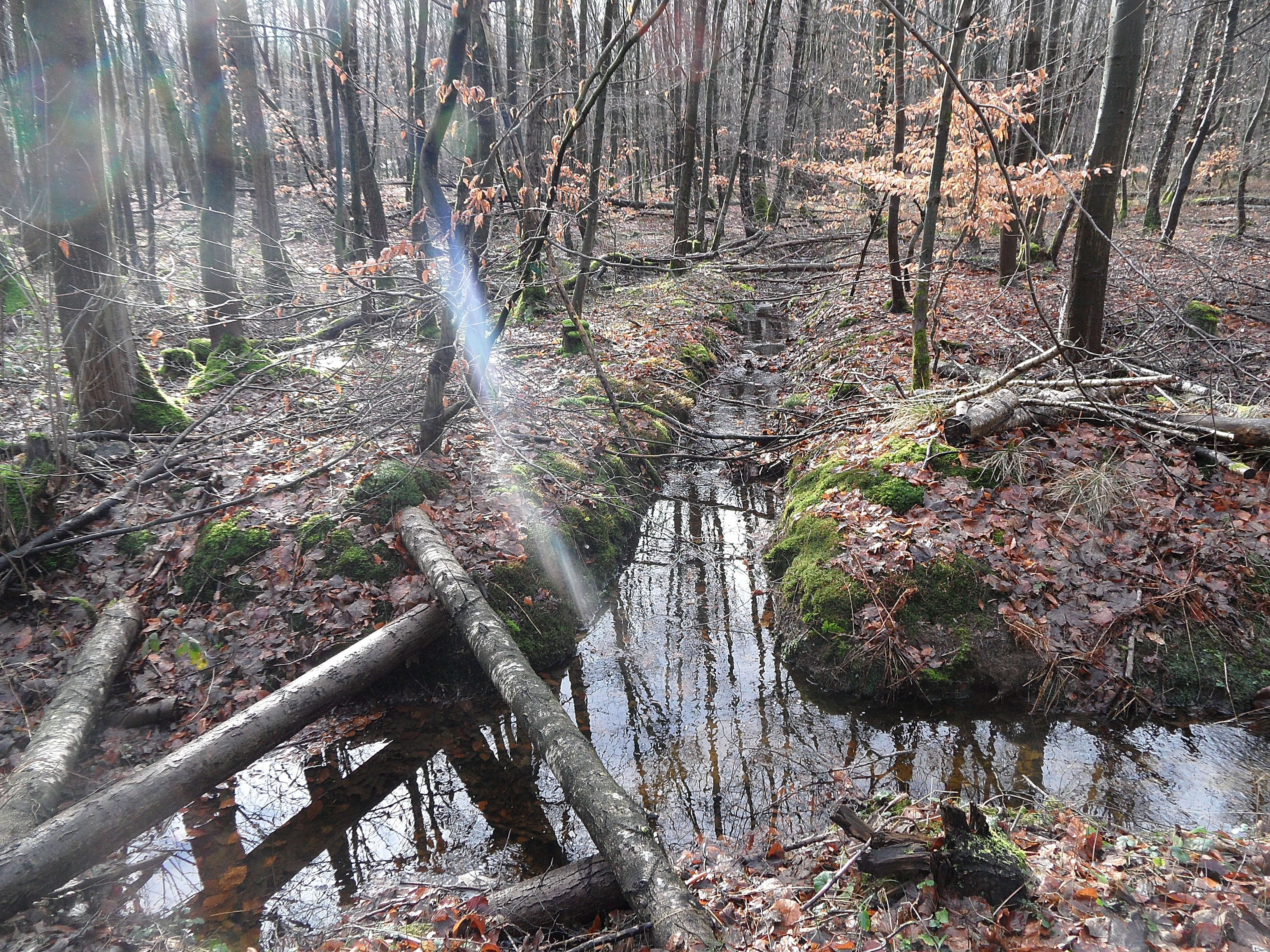
Naturschutzgebiet Schengerholzbachtal (Januar 2018)

Das Naturschutzgebiet Schengerholzbachtal liegt auf dem Gebiet der kreisfreien Stadt Mülheim an der Ruhr in Nordrhein-Westfalen.
Das Gebiet erstreckt sich südwestlich der Kernstadt von Mülheim an der Ruhr entlang des Schengerholzbaches. Nördlich
des Gebietes verläuft die Landesstraße L 138, östlich die B 223, am südöstlichen Rand die Kreisstraße K 4 und westlich die A 3.

## Bedeutung
Das etwa 35,7 ha große Gebiet wurde im Jahr 2001 unter der Schlüsselnummer MH-011 unter Naturschutz gestellt. Schutzziele sind der Erhalt und die Entwicklung eines Waldgebietes mit mehreren naturnahen Fließgewässern im Ballungsraum Ruhrgebiet als Lebensraum waldbewohnender Tier- und Pflanzenarten.